# Enceliopsis nudicaulis
Enceliopsis nudicaulis là một loài thực vật có hoa trong họ Cúc. Loài này được (A.Gray) A.Nelson mô tả khoa học đầu tiên năm 1909.